# Открытый чемпионат США по теннису 2014
Открытый чемпионат США по теннису 2014 года — 134-й розыгрыш ежегодного профессионального теннисного турнира серии Большого шлема, проводящегося в американском городе Нью-Йорк на кортах местного Национального теннисного центра. Традиционно выявляются победители соревнования в девяти разрядах: в пяти — у взрослых и четырёх — у старших юниоров.
В 2014 году матчи основных сеток прошли с 25 августа по 8 сентября. Соревнование традиционно завершало сезон турниров серии в рамках календарного года. В 11-й раз подряд турниру предшествовала бонусная US Open Series для одиночных соревнований среди взрослых, шестёрка сильнейших по итогам которой, исходя из своих результатов на Открытом чемпионате США, дополнительно увеличивала свои призовые доходы.
Прошлогодние победители среди взрослых:
- в мужском одиночном разряде —  Рафаэль Надаль
- в женском одиночном разряде —  Серена Уильямс
- в мужском парном разряде —  Леандер Паес и  Радек Штепанек
- в женском парном разряде —  Андреа Главачкова и  Луция Градецкая
- в смешанном парном разряде —  Андреа Главачкова и  Максим Мирный

## US Open Series

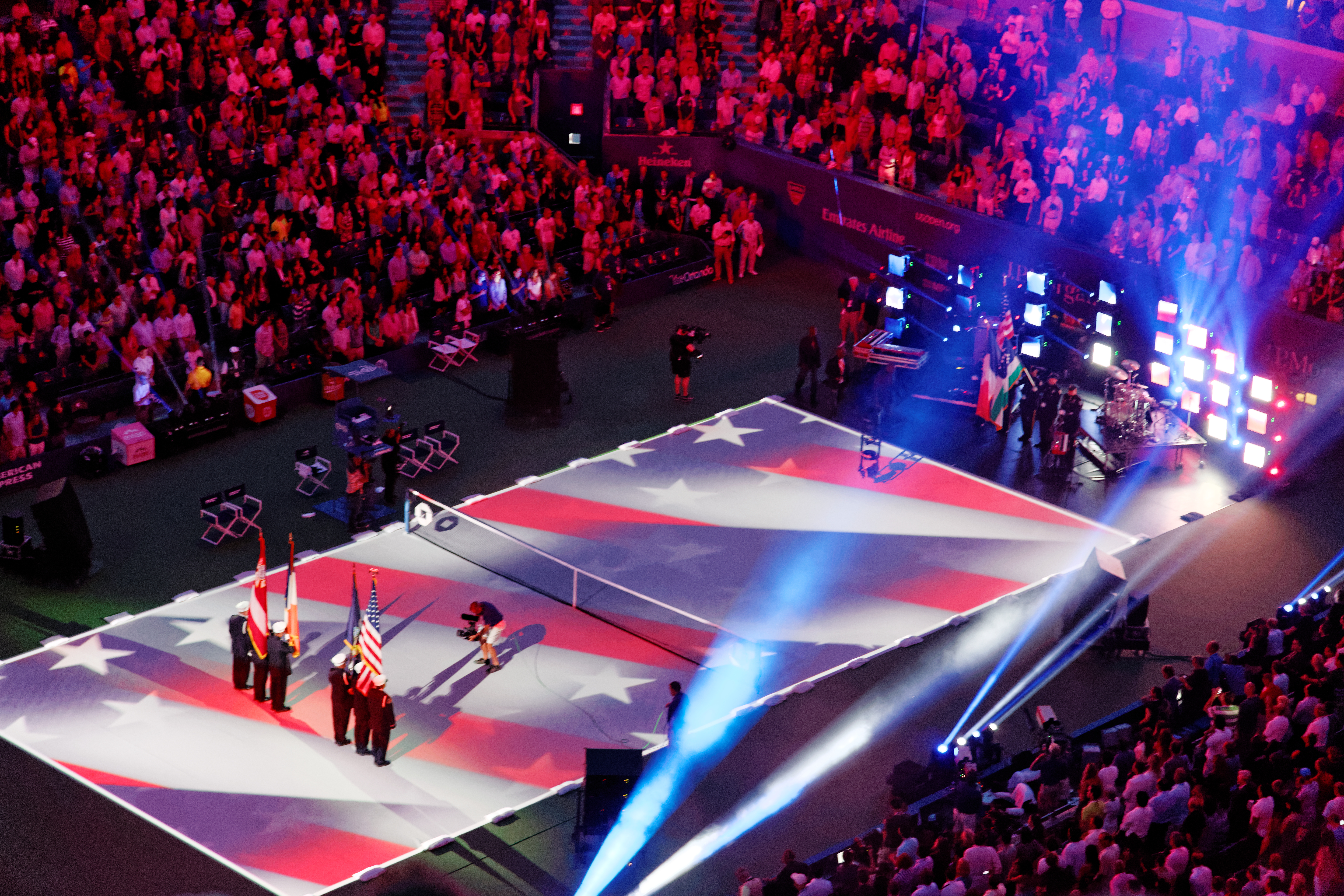
Церемония открытия турнира 2014 года на центральном корте

| Поз. | Теннисист      | Очков | US Open 2014 | Бонусные призовые |
| ---- | -------------- | ----- | ------------ | ----------------- |
| 1    | Милош Раонич   | 280   | 4-й раунд    | $ 70 000          |
| 2    | Джон Изнер     | 200   | 3-й раунд    | $ 20 000          |
| 3    | Роджер Федерер | 170   | 1/2 финала   | $ 62 500          |

| Поз. | Теннисистка         | Очков | US Open 2014 | Бонусные призовые |
| ---- | ------------------- | ----- | ------------ | ----------------- |
| 1    | Серена Уильямс      | 430   | Титул        | $ 1 000 000       |
| 2    | Анжелика Кербер     | 150   | 3-й раунд    | $ 20 000          |
| 3    | Агнешка Радваньская | 125   | 2-й раунд    | $ 6 250           |

## Соревнования

### Взрослые

#### Мужчины. Одиночный турнир
Марин Чилич обыграл  Кэя Нисикори со счётом 6-3, 6-3, 6-3.
- представитель Хорватии впервые побеждает на американском турнире.
- представитель Хорватии выигрывает турнир Большого шлема впервые за 53 соревнования.

#### Женщины. Одиночный турнир
Серена Уильямс обыграла  Каролину Возняцки со счётом 6-3, 6-3.
- Уильямс выигрывает 1-й турнир серии в сезоне и 18-й за карьеру в протуре.
- Возняцки уступает 1-й финал в сезоне и 2-й за карьеру на соревнованиях серии.

#### Мужчины. Парный турнир
Боб Брайан /  Майк Брайан обыграли  Марселя Гранольерса /  Марка Лопеса со счётом 6-4, 6-3.
- братья выигрывают 1-й турнир в сезоне и 16-й за карьеру на соревнованиях Большого шлема.
- братья выигрывают свой 7-й турнир в сезоне и 100-й за карьеру в основном туре ассоциации.

#### Женщины. Парный турнир
Елена Веснина /  Екатерина Макарова обыграли  Флавию Пеннетту /  Мартину Хингис со счётом 2-6, 6-3, 6-2.
- Макарова и Веснина выигрывают 1-й турнир в сезоне и 2-й за карьеру на соревнованиях Большого шлема.
- Макарова и Веснина выигрывают 1-й турнир в сезоне и 5-й за карьеру в туре ассоциации.

#### Микст
Саня Мирза /  Бруно Соарес обыграли  Абигейл Спирс /  Сантьяго Гонсалеса со счётом 6-1, 2-6, [11-9].
- Мирза выигрывает свой 1-й титул в сезоне и 3-й за карьеру на соревнованиях Большого шлема.
- Соарес выигрывает свой 1-й титул в сезоне и 2-й за карьеру на соревнованиях Большого шлема.

### Юниоры

#### Юноши. Одиночный турнир
Омар Ясика обыграл  Квентена Алиса со счётом 2-6, 7-5, 6-1.
- представитель Австралии выигрывает американский турнир впервые за пять лет.
- представитель Австралии выигрывает турнир Большого шлема впервые за семь соревнований.

#### Девушки. Одиночный турнир
Мария Боузкова обыграла  Ангелину Калинину со счётом 6-4, 7-6(5).
- представительница Чехии впервые побеждает на американском турнире.
- представительница Чехии выигрывает турнир Большого шлема впервые за 17 соревнований.

#### Юноши. Парный турнир
Наоки Накагава /  Омар Ясика обыграли  Рафаэла Матоса /  Жуана Менезеса со счётом 6-3, 7-6(6).
- представитель Австралии выигрывает американский турнир впервые за 10 лет.
- представитель Японии впервые побеждает на американском турнире.

#### Девушки. Парный турнир
Ипек Сойлу /  Джил Тайхманн обыграли  Веру Лапко /  Терезу Мигаликову со счётом 5-7, 6-2, [10-7].
- представительница Турции впервые побеждает на американском турнире.
- представительница Швейцарии впервые побеждает на американском турнире.